# КТ-ангиография
Компьютерная томографическая ангиография (КТ-ангиография, КТА) позволяет получить подробное изображение кровеносных сосудов и оценить характер кровотока. После проведения компьютерной томографии с внутривенным контрастным усилением производится анализ полученных данных с применением специальных алгоритмов реконструкции изображений. 

## Преимущества
Исключён риск возникновения осложнений от хирургических манипуляций, необходимых при обычной ангиографии, меньше лучевая нагрузка на пациента.

## Показания к назначению
Показаниями к применению КТ-ангиографии являются:
- стеноз или тромбоз сосуда (при тромбоэмболии лёгочной артерии — КТ-ангиопульмонография)
- аневризмы
- другие сосудистые заболевания и аномалии развития

## Некоторые абсолютные и относительные противопоказания
Для большинства КТ-ангиографических исследований противопоказания те же, что и для других КТ-исследований с болюсным контрастным усилением:
- Наличие аллергии на контрастный препарат
- Почечная недостаточность
- Тяжёлый сахарный диабет
- Беременность (тератогенное воздействие рентгеновского излучения)
- Тяжёлое общее состояние пациента
- Высокая масса тела (ограничения зависят от аппарата)
- Заболевания щитовидной железы
- Миеломная болезнь
- Острая сердечная недостаточность

Для КТ-коронарографии существуют дополнительные противопоказания:
- Высокая некупируемая тахикардия
- Другие выраженные некупируемые аритмии

## Подготовка
Перед КТ-ангиографией необходимо исключить наличие противопоказаний (аллергия на контрастное вещество, почечная недостаточность, дисфункция щитовидной железы и т. д.). Для снижения риска развития аллергической реакции во время исследования, особенно при любых аллергических реакциях в анамнезе, назначаются противоаллергические препараты. Перед КТ-коронарографией проводится премедикация бета-адреноблокаторами с целью уменьшения частоты сердечных сокращений.
Следует отметить, что современные рентгеноконтрастные препараты значительно безопаснее своих предшественников и риск осложнений от их применения крайне невелик. Несмотря на это, перед исследованием врач должен получить письменное согласие пациента на процедуру.

## Проведение
Исследование проводится в амбулаторных условиях. Пациент укладывается на стол компьютерного томографа и в венозный катетер (как правило, установленный в локтевую вену) с определённой скоростью вводится контрастное вещество на основе йода в объеме ~100 мл. В процессе введения контрастного вещества делают серию сканирований исследуемого участка рентгеновскими лучами. При распространении контрастного вещества по сосудистой системе, сосуды становятся более контрастными. После этого посредством мультипланарной и трёхмерной компьютерной реконструкции врач-рентгенолог анализирует полученные изображения.

## Возможные осложнения КТ-ангиографии
Наиболее распространённым осложнением КТ-ангиографии является экстравазация контрастного препарата (поступление его в мягкие ткани за пределы сосудистого русла в месте введения). Чаще всего объём экстравазации не превышает 10 мл, большой экстравазат способен вызвать серьёзные повреждения кожи и подкожных тканей. Факторами риска развития экстравазации является неконтактность или ослабленность пациентов, множественные пункции одной и той же вены, инъекции на тыле кисти и стопы. Экстравазация сопровождается локальной болью и отёком. При экстравазации контрастного препарата назначается возвышенное положение конечности, холод. Необходимо проинформировать о факте экстравазации лечащего врача, наблюдение за пациентом в течение 2—4 часов. При объёме экстравазата ионного контрастного средства более 30 мл или неионного контрастного средства более 100 мл, появлении пузырей на коже, изменении перфузии тканей или чувствительности в кистях целесообразна консультация хирурга.
Наиболее серьёзным осложнением КТ-ангиографии является аллергическая реакция на контрастное вещество. Обычно она возникает внезапно. При этом появляется зуд кожи и её покраснение, реже местный отёк или одышка. При появлении перечисленных симптомов следует сразу же уведомить об этом врача. Кроме того, контрастное вещество может оказать негативное влияние на почки, в зависимости от введённого объёма.